# 晴山ケビン
晴山 ケビン（はれやま けびん、男性、1993年1月14日 - ）は、岩手県岩手郡西根町(現八幡平市)出身のバスケットボール選手である。ポジションはスモールフォワード。身長191cm、体重93kg。広島ドラゴンフライズ所属。

## 来歴
父親が米国人で母親が日本人。八幡平市立西根第一中学校では野球部、盛岡市立高等学校でバスケットボールに転向し、インターハイ出場。東海大学卒業。
2015年、東芝ブレイブサンダース神奈川に入団。
2016年9月、東芝ブレイブサンダース神奈川がプロ化し、川崎ブレイブサンダースが発足。
2017年7月、京都ハンナリーズへ移籍。
2019年6月6日 千葉ジェッツへ移籍。 
2020年6月、滋賀レイクスターズに期限付き移籍。シーズン終了後、富山グラウジーズに移籍。
2023年、島根スサノオマジックに移籍。
2025年、広島ドラゴンフライズに移籍。

## 経歴
- 盛岡市立高等学校 - 東海大学 - 東芝ブレイブサンダース神奈川/川崎ブレイブサンダース - 京都ハンナリーズ - 千葉ジェッツふなばし - 滋賀レイクスターズ - 富山グラウジーズ - 島根スサノオマジック - 広島ドラゴンフライズ

## 記録
| シーズン    | チーム     | GP | GS | MPG  | FG%  | 3P%  | FT%  | RPG | APG | SPG | BPG | TO  | PPG |
| ----------- | ---------- | -- | -- | ---- | ---- | ---- | ---- | --- | --- | --- | --- | --- | --- |
| NBL 2014-15 | 東芝神奈川 | 10 | 1  | 5.9  | .316 | .125 |      | 1.0 | 0.3 | 0.2 | 0.0 | 0.1 | 1.3 |
| NBL 2015-16 | 東芝神奈川 | 40 | 6  | 11.6 | .401 | .385 | .667 | 0.9 | 0.2 | 0.4 | 0.1 | 0.7 | 4.2 |
| B1 2016-17  | 川崎       | 32 | 6  | 5.7  | .310 | .231 | .917 | 0.5 | 0.1 | 0.1 | 0.0 | 0.3 | 1.8 |
| B1 2017-18  | 京都       | 59 | 44 | 17.5 | .401 | .383 | .741 | 2.5 | 0.4 | 0.4 | 0.1 | 0.5 | 5.5 |

## 日本代表歴
- 2009年 U-16日本代表[5]
- 2010年 U-18日本代表[6]
- 2013年 ユニバーシアード日本代表[7]
- 2015年 ユニバーシアード日本代表[8]